# 라오스의 소수민족 목록
이 글은 알려진 라오스의 소수 민족 목록이다.

## 정의
라오스의 소수 민족은 대개 민속언어학적으로 정의된다. 1995년 인구 조사에서 라오스 정부는 47 개의 소수 민족에 속하는 149 개의 소수 민족 그룹을 구분하고 있다. 라오스 국가 건설 전선 에서는 49 개 소수 민족에 160 개의 그룹이 분포한다고 파악하고 있다.
라오스 정부는 종종 소수 민족을 라오족 계가 아닌 민족으로 사용하며, 원주민이라는 말은 사용하지 않는다. 160 개의 소수 민족 그룹은 82개의 서로 다른 언어를 사용하고 있다.

## 몬-크메르어파
- 아헤우족 (약 1,770 명이 볼리캄사이 주에 거주)[2]
- 아락족(약 4,000 명이 라오스 남부에 거주)[2]
- 아렘족(약 500 명이 라오스에 거주)[2]
- 보족(2,950 명이 라오스에 거주)[2]
- 브루족(약 69,000 명이 라오스에 거주)[2]
- 춧족(450명이 캄무안 주에 거주)[2]
- 할랑도안족 (2,350 명이 앗타푸 주와 카셍플라토에 거주)[2]
- 훙족 또는 툼족(2,000 명이 볼릭함사이와 캄무안 주에 거주)[2]
- 이르족 (4,420 명이 살라완 주에 거주)[2]
- 제족(8,013 명이 라오스 남부에 거주)[2]
- 젱족(7,320 명이 앗타푸 주에 거주)[2]
- 카셍족(6,000 명이 라오스 남부에 거주)[2]
- 카탕족(107,350 명이 라오스에 거주)[2]
- 카투족(14,700 명이 라오스에 거주)[2]
- 클로르족(6,000 명이 라오스에 거주)[2]
- 크메르족 (10,400 명이 라오스에 거주)[2]
- 쿠아족(2,000 명이 라오스에 거주)[2]
- 크리족
- 쿠이족(51,180 명이 라오스에 거주)[2]
- 라바에족(또는 브라오족)[3]
- 라베족(12,750 명이 라오스에 거주)[2]
- 라벤족(40,519 명이 라오스에 거주)[2]
- 라비족[4]
- 말렝족(800 명이 라오스에 거주)[2]
- 몬족
- 응애족(12,189 명이 라오스에 거주)[2]
- 응우온족
- 냐헤언족[2]
- 옹족[2]
- 오이족(11,200 명이 라오스에 거주)[2]
- 파코족[2]
- 퐁족[2]
- 사당족[4]
- 사랑족[2]
- 사푸안족[2]
- 마콩족[2]
- 속족[2]
- 소우족[2]
- 소우에이족
- 탈리앙족[2]
- 타오이족
- 베트남인(76,000 명이 라오스에 거주)[2]
- 야에족[4]

## 팔라웅-와어파
- 빗족(1,530 명이 라오스에 거주, 팔라웅족 또는 크무족으로 분류하기도 함)[2]
- 콘족 (1,000 명이 루앙남타 주에 거주)[2]
- 삼타오족 (2,359 명이 라오스에 거주)[2]
- 라멧족(16,740 명이 라오스에 거주)[2]

## 크무어파
- 크무족(389,694 명이 라오스에 거주)[2]
- 쿠엔족(약 8,000 명이 라오스에 거주)[2]
- 말족(23,200 명이 라오스에 거주)[2]
- 믈라브리족(24 명이 라오스에 거주)[2] also known as the Yumbri)
- 오두족[2]
- 파이족(15,000 명이 라오스에 거주)[2]
- 신물족 (3,164 명이 라오스에 거주, 싱문족이라고도 함, 퐁크니앙족, 푸옥족 포함)[5]

## 티베트-버마어파
- 이족
  - 카우족 (약 58,000 명이 라오스에 거주)[2]
  - 하니족(1,122 명이 퐁살리 주에 거주)[2]
  - 카두오족(약 5,000 명이 라오스-중국 국경 지역에 거주)[2]
  - 라후족 (8,702 명이 라오스에 거주, 무세우족이라고도 함)[2]
  - 라후시족 (3,240 명이 라오스에 거주)[2]
  - 파나족[2]
  - 푸노이족[2]
  - 시라족[2]
- 카도족(225 명이 퐁살리 주에 거주)[2]

## 흐몽-미엔어파
- 흐몽다우족 (169,800 명이 라오스에 거주)[2]
- 흐몽뉴아족 (145,600 명이 라오스에 거주)[2]
- 이우미엔족 (20,250 명, 야오족이라고도 함)[2]
- 킴문족 (4,500 명이 라오스에 거주)[2]>

## 타이어 라우어파
- 타이댕족[2]
- 타이담족[2]
- 타이가퐁족
- 타이헤족(또는 타이에족)[6]
- 타이캉족 (Tai Khang, 47,636 명이 라오스에 거주)[2]
- 타이캉족(Tay Khang)[2]
- 타이카오족[2]
- 콩삿족
- 쿠안족(2,500 명이 라오스에 거주)[2]
- 타이라안족
- 타이마엔족[2]>
- 라오족 (약 3,000,000 명이 라오스에 거주)[2]
- 라오롬족[2]>
- 타이롱족[2]
- 타이루에족(약 300,000 명이 라오스에 거주)[2]
- 북부타이족 (타이칼레운족, 이산족 포함)
- 타이누에아족[2]
- 눙족[2]
- 니아우족
- 타이파오족[2]
- 타이페웅족
- 푸안족 (106,099 명이 라오스에 거주)[2]
- 푸타이족 (154,400 명이 라오스에 거주)[2]
- 푸코족[2]
- 리엔족[2]
- 색족[2]
- 타이삼족
- 타이요족
- 타이텐족
- 요이족[2]
- 좡족(눙족 포함)
- 샨족
- 양족

## 중국어
- 중국인[2]

## 미정의
- 케레족[7]
- 즈리족[7]

아래의 표는 정의되지 않은 언어를 사용하는 소수 민족이다. 표는 대략적으로 북쪽에서 남쪽 순으로 작성되었다. 괄호 안의 숫자는 [[라오스의 기초 자치 단체]] 코드이다.
| 소수 민족 그룹 | 인구                    | 인접 언어            | 지역 |
| -------------- | ----------------------- | -------------------- | --- |
| 포우몽         | 1,000                   | ?                    | 보운타이(2-07) 코아 (2-03), 퐁살리 주 남부                                                                                              |
| 포우호이       | 200 (1995; 35 families) | 오이, 카투?          | 캉 촌, 나모 군(4-03), 오우돔사이 주 북부                                                                                                |
| 타켓           | <1000                   | 오스트로-아시아어족? | 남박 군(6-05), 루앙프라방 주 |
| 타모이         | 500 (< 15 villages)     | 팔라웅, 크무?        | 비앙포우카 군(3-04), 루앙남타 주 |
| 응우안         | 30,000                  | 라메, 팔라웅?        | 루앙남타 주의 날레(3-05), 비앙포우카(3-04), 루앙 남타 (3-01), 쿠엔, 라멧, 크무로크 족 인근; 보케오 주의 호우아이사이 군(5-01), 보케오주 |
| 살라오         | 800                     | 라오 계              | 팍송 군(16-04), 참파삭 주 |

## 같이 보기
- 라오스의 인구